# Paula Burlamaqui
Anna Paula Burlamaqui Soares (Niterói, 2 de fevereiro de 1967),  é uma atriz brasileira, vencedora do prêmio de Melhor Atriz Coadjuvante pelo Festival do Recife. Também recebeu indicações para o Prêmios Qualidade Brasil.
Prolífica na televisão desde o final da década de 1980, Paula ficou conhecida após vencer o concurso Garota do Fantástico (1987), na TV Globo, que lhe rendeu uma participação especial na novela do horário nobre O Outro (1987). Desde então, passou a participar de diversas produções na televisão, com papéis coadjuvantes. Em maio de 1996 posou nua para a Playboy, em Aspen (Estados Unidos).
Em 2005, por sua performance como a batalhadora Islene na novela do horário nobre América, da TV Globo, Paula ganhou elogios por sua atuação, sendo esse seu primeiro grande destaque na televisão. Por esse trabalho, ela recebeu indicações ao Prêmio Qualidade Brasil de Melhor Atriz Coadjuvante. Em seguida passou a interpretar personagens mais complexos, como a homossexual Stela em A Favorita (2008), a professora Sofia em Cama de Gato (2009) e a ex-atriz pornô Dolores em Avenida Brasil (2012).
Nos cinemas, Burlamaquy realizou participações em diversas comédias, como Viva Sapato! (2003), Gatão de Meia Idade (2006) e Reis e Ratos (2012). Mas foi no filme de drama Por Trás do Céu (2016) que ela recebeu aclamação da crítica, pelo qual venceu o Troféu Calunga de melhor atriz coadjuvante pelo Cine PE - Festival do Recife.

## Biografia
Anna Paula Burlamaqui Soares nasceu em 2 de fevereiro de 1967, é natural de Niterói, no estado do Rio de Janeiro. Filha do ex-goleiro Mauro Matta Soares, que atuou no Vasco e no Flamengo, tornou-se conhecida na mídia após vencer o concurso Garota do Fantástico, da Rede Globo, no ano de 1987, concurso esse que lhe rendeu uma participação especial na novela do horário nobre da época, O Outro de Aguinaldo Silva, como Zulmira. Foi o primeiro contato da atriz com a teledramaturgia.

## Carreira
Sua estreia em novelas se concretizou de fato dois anos mais tarde, em 1989, com O Sexo dos Anjos de Ivani Ribeiro, na mesma emissora, onde deu vida a lutadora de tai chi chuan Beatriz, fazendo par romântico com Marcos Frota. No ano seguinte, 1990, integrou o elenco do grande sucesso Barriga de Aluguel de Glória Perez, interpretando Paula. Em 1991 realiza uma participação especial na telenovela O Dono do Mundo.
Em 1992 volta ao horário nobre trabalhando em uma telenovela de Aguinaldo Silva: Pedra sobre Pedra. Na trama, ela formava junto com Lília Cabral e Tânia Alves, o trio de moças do Grêmio Recreativo da fictícia cidade de Resplendor, dando a vida à sensual Nair. Despontou no ano seguinte na telenovela O Mapa da Mina, conhecida por ser a última telenovela escrita pelo grande autor Cassiano Gabus Mendes, onde deu vida a Neide Gonzaga, uma operadora de caixa que chamava atenção dos rapazes da trama. Em 1995 repetiu a parceria com Glória Perez em Explode Coração interpretando a divertida garçonete Roseneide.

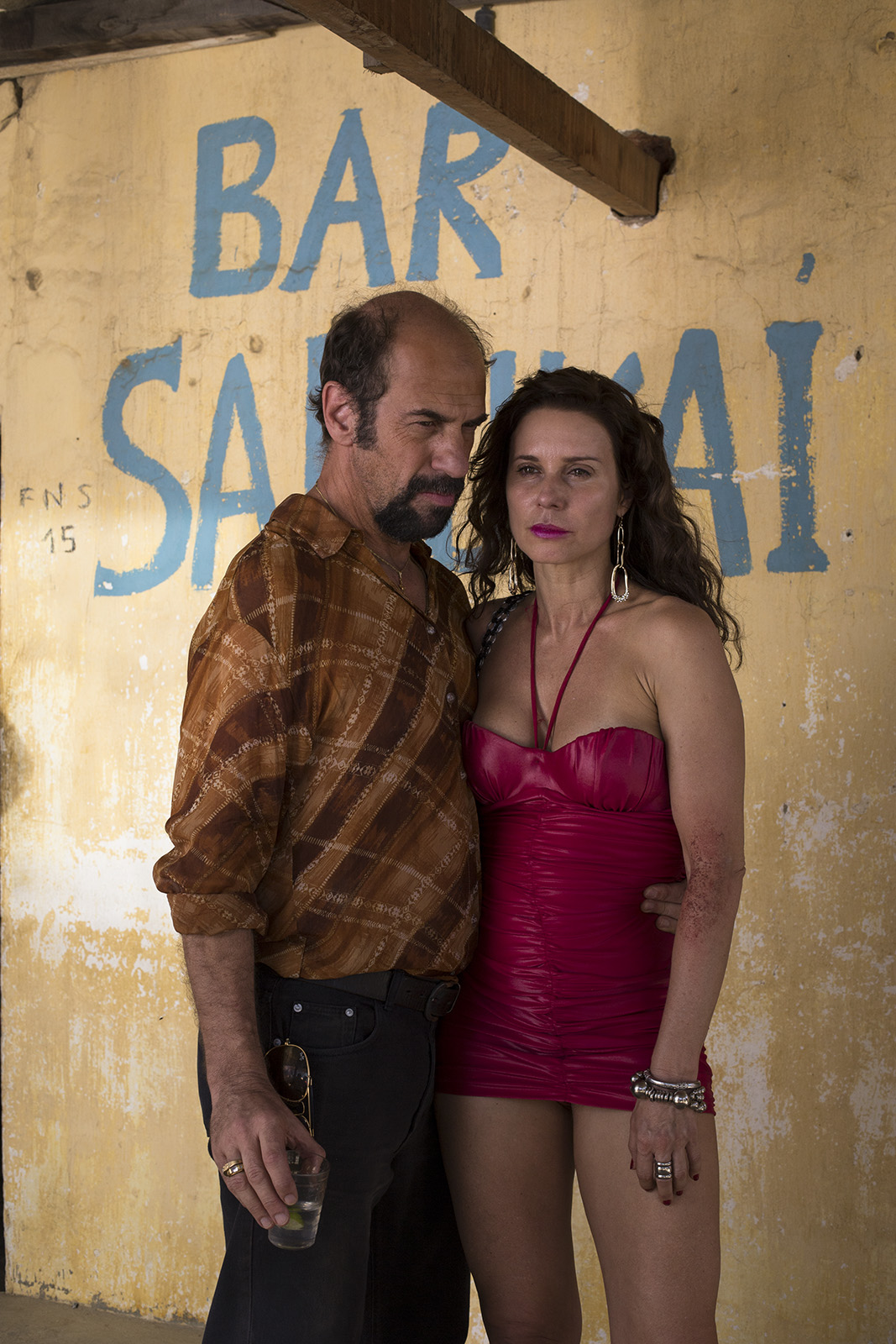
Burlamaqui e Roberto Bomtempo durante cena do filme Por Trás do Céu (2017)

Em maio de 1996 posou nua para a Playboy, em Aspen (Estados Unidos). Após o período em que foi contratada da Rede Globo, se transferiu para a Band  em 1996 onde atuou em duas produções: Perdidos de Amor, em 1996, e Serras Azuis, em 1998.
De volta à Globo, realizou uma pequena participação na telenovela Uga Uga em 2000 e integrou o elenco do programa humorístico Zorra Total. Em 2002 deu vida a vilã Tânia na comédia romântica Sabor da Paixão, telenovela da Rede Globo.
Seu maior papel na televisão foi na telenovela América, novamente trabalhando com Glória Perez, em 2005, com a personagem Islene. Depois de sua atuação na trama de Glória Perez, com uma personagem dramática e batalhadora, tornou requisitada somente para papéis complexos em tramas globais, deixando de lado sua marca com as personagens sensuais.
Em 2006 teve um importante personagem no remake O Profeta, como a sofrida Teresa. Em 2008 chamou atenção com uma personagem polêmica no horário nobre, com A Favorita de João Emanuel Carneiro, interpretando a homossexual Stela, que se envolve com a sofrida Catarina, personagem de Lília Cabral.
Em Cama de Gato de 2009, como Sofia, uma professora rigorosa com a educação de seus filhos, Pedro (Ronny Kriwat) e Eurídice (Bianca Salgueiro). Como gosta de impor limites às crianças, ela vive em pé de guerra com a mãe, a esnobe Adalgisa (Yoná Magalhães). Em 2011, foi a vez de brilhar em Cordel Encantado, um grande sucesso do horário das seis, onde interpretou a jornalista Penélope.
Em 2012 despontou de enorme sucesso na novela das nove Avenida Brasil com a evangélica Dolores Neiva, que tinha o passado como atriz pornô com o nome Soninha Catatau. Em 2013 interpreta a lavadeira fofoqueira Volpina em Joia Rara.
Em 2015, faz uma breve participação na novela A Regra do Jogo, sendo a terceira novela do horário nobre que trabalha com João Emanuel Carneiro. Sua personagem, a vilã Sueli, é assassinada no terceiro mês da trama.
Em 2019 interpreta a médica Letícia em Órfãos da Terra, repetindo pela quinta vez a parceria com as autoras Duca Rachid e Thelma Guedes (tendo trabalhado anteriormente em O Profeta, Cama de Gato, Cordel Encantado e Joia Rara). Sua personagem trabalha como médica voluntária do Centro Boas-Vindas, que se trata de um instituto responsável pelo acolhimento dos refugiados em São Paulo, tema principal da novela.

## Vida pessoal
Em 2014, passa a assinar Paula Burlamaquy, por causa da numerologia.
Em 2016, vence um processo de indenização de R$ 20 mil contra o Google, por causa de um vídeo que dizia ser a atriz sofrendo um surto psicótico que na verdade era um trecho de seu filme Procuradas, de 2004, que Paula disse ter levado ela a ter dificuldades em conseguir trabalhos com marketing.
Em uma entrevista de 2024, declarou que estava em um relacionamento com um empresário mais velho, e arrependida de nunca ter tido filhos.

## Filmografia

### Televisão
| Ano  | Trabalho/Obra                              | Personagem                      | Nota                                        |
| ---- | ------------------------------------------ | ------------------------------- | ------------------------------------------- |
| 1987 | Garota do Fantástico                       | Participante (Vencendora)       | Reality show do Fantástico                  |
| 1987 | O Outro                                    | Zulmira                         | Participação especial                       |
| 1987 | Sassaricando                               | modelo fotografada por Camila   | Episódio: "9 de novembro"                   |
| 1989 | O Sexo dos Anjos                           | Bia                             |                                             |
| 1990 | Barriga de Aluguel                         | Paula (Paulinha)                |                                             |
| 1991 | O Dono do Mundo                            | Cléo                            |                                             |
| 1992 | Pedra sobre Pedra                          | Nair                            |                                             |
| 1992 | A História de O                            | Jeanne                          |                                             |
| 1993 | O Mapa da Mina                             | Neide Gonzaga                   |                                             |
| 1995 | Explode Coração                            | Roseneide (Rose)                |                                             |
| 1996 | Sai de Baixo                               | Anita                           | Episódio: "A Festa de Babete"               |
| 1996 | Você Decide                                | —                               | Episódio: "Sinatra do Méier"                |
| 1996 | Perdidos de Amor                           | Vivian Lemos                    |                                             |
| 1998 | Serras Azuis                               | Tonieta                         |                                             |
| 1999 | Zorra Total                                | Maria de Fátima                 |                                             |
| 1999 | Você Decide                                | Samira                          | Episódio: "Bruxaria"                        |
| 2000 | Uga Uga                                    | Kate                            |                                             |
| 2002 | Sabor da Paixão                            | Tânia Freitas                   |                                             |
| 2003 | Os Normais                                 | Laura                           | Episódio: "As Taras Que o Tarado Tara"      |
| 2004 | Da Cor do Pecado                           | Cliente de Pai Helinho          | Participação especial                       |
| 2005 | América                                    | Islene dos Santos               |                                             |
| 2006 | O Profeta                                  | Teresa Ribeiro Guimarães        |                                             |
| 2007 | Faça Sua História                          | Marcilene                       | Episódio: "Piloto"                          |
| 2008 | A Favorita                                 | Stela Ribas                     |                                             |
| 2009 | Cama de Gato                               | Sofia de Britto Brandão         |                                             |
| 2011 | Cordel Encantado                           | Penélope Bastos                 |                                             |
| 2012 | Dercy de Verdade                           | Isabel de Oliveira              |                                             |
| 2012 | Avenida Brasil                             | Dolores Neiva (Soninha Catatau) |                                             |
| 2013 | Joia Rara                                  | Volpina Soytena                 |                                             |
| 2014 | Eu Que Amo Tanto                           | Cristiane                       | Episódio: "Angélica"                        |
| 2015 | A Regra do Jogo                            | Sueli Marcondes de Souza        | Episódios: "11 de setembro – 24 de outubro" |
| 2017 | Os Trapalhões                              | Branca de Neve                  | Episódio: "19 de julho"                     |
| 2018 | Desnude                                    | Vitória                         | Episódio: "O Jantar Exterminador"           |
| 2019 | Órfãos da Terra                            | Drª. Letícia Monteiro           |                                             |
| 2020 | Rua do Sobe e Desce, Número que Desaparece | Selma                           | 6 episódios                                 |
| 2021 | 5x Comédia                                 | Grace Fonda                     | Episódio: "Sexo Online"                     |
| 2021 | Verdades Secretas II                       | Aline                           |                                             |
| 2023 | Elas por Elas                              | Drª. Lígia Carvalho             |                                             |
| 2025 | Êta Mundo Melhor!                          | Sônia                           |                                             |

### Cinema
| Ano  | Título                             | Personagem             | Notas                      |
| ---- | ---------------------------------- | ---------------------- | -------------------------- |
| 1998 | Paixão Perdida                     | Rute                   |                            |
| 2000 | O Circo das Qualidades Humanas     | Helena                 |                            |
| 2001 | A Breve Estória de Cândido Sampaio | Rosana                 | Curta-metragem             |
| 2003 | Viva Sapato!                       | Trini                  |                            |
| 2004 | Procuradas                         | Isa                    |                            |
| 2006 | Gatão de Meia Idade                | Ex-namorada de Cláudio |                            |
| 2007 | Meteoro                            | Eva                    | também produtora associada |
| 2012 | Reis e Ratos                       | Eleonora Novaes        |                            |
| 2013 | Luíza                              | Nora                   | Curta-metragem             |
| 2017 | Por Trás do Céu                    | Valquíria              |                            |
| 2021 | On Guard: Estado de Alerta         | Paula                  | Curta-metragem             |
| 2022 | Hashtag                            | Bia Leal               |                            |

## Teatro
| Ano  | Título                                            |
| ---- | ------------------------------------------------- |
| 2002 | O Príncipe de Copacabana"                         |
| 2011 | O Amante                                          |
| 2016 | O Misantropo                                      |
| 2018 | Vou deixar de ser feliz por medo de ficar triste? |

## Prêmios e indicações
| Ano  | Premiação                                      | Categoria                               | Nomeação        | Resultado | Ref    |
| ---- | ---------------------------------------------- | --------------------------------------- | --------------- | --------- | ------ |
| 2005 | Prêmio Arte Qualidade Brasil - SP              | Melhor Atriz Coadjuvante                | América         | Indicada  |        |
| 2005 | Prêmio Arte Qualidade Brasil - RJ              | Melhor Atriz Coadjuvante                | América         | Indicada  |        |
| 2006 | Prêmio Contigo! de TV                          | Melhor Par Romântico (com Ailton Graça) | América         | Indicada  | [ 33 ] |
| 2016 | Troféu Calunga do Festival de Cinema de Recife | Melhor Atriz Coadjuvante                | Por Trás do Céu | Venceu    | [ 34 ] |